# مقاطعة جبل سراج
مقاطعة جبل سراج (بالدرية: ولسوالی جبل سراج) هي إحدى مقاطعات ولاية بروان الواقعة شمال العاصمة كابول، أفغانستان. مركزها مدينة جبل السراج.